# رباط الخیر
رباط الخیر (به فرانسوی: Ribate El Kheir) یک منطقهٔ مسکونی در مراکش است که در Sefrou Province واقع شده‌است.
 رباط الخیر  ۱۲٬۶۵۴ نفر جمعیت دارد و ۱٬۲۵۰ متر بالاتر از سطح دریا واقع شده‌است.